# Milan Kovačević (general)
Milan Kovačević, črnogorski general, * 12. marec 1921.

## Življenjepis
Leta 1941 je vstopil v NOVJ in KPJ. Med vojno je bil politični komisar več enot; ob koncu vojne je bil član GŠ NOV Srbije in član PK KPJ za Srbijo. Po vojni je nadaljeval z vojaško kariero.
Končal je šolanje na VVA JLA in Vojni šoli JLA.